# Wielki Syberyjski Marsz Lodowy

Gen. Władimir Kappel dowodził odwrotem białych przez większą część Wielkiego Syberyjskiego Marszu Lodowego, do śmierci w końcu stycznia 1920 r.

Wielki Syberyjski Marsz Lodowy (ros. Великий Сибирский Ледяной поход) – odwrót Białej Armii Rosyjskiej adm. Aleksandra Kołczaka z Omska poprzez region Irkucka do Czyty, pod naciskiem nacierających od zachodu sił Frontu Wschodniego Armii Czerwonej. Operacją dowodził początkowo gen. Władimir Kappel, zaś po jego śmierci dowództwo przejął gen. Siergiej Wojciechowski.

## Tło wydarzeń
W nocy z 13 na 14 listopada 1919 r., w ostatniej chwili przed zajęciem miasta przez Armię Czerwoną, adm. Aleksandr Kołczak opuścił Omsk, siedzibę swojego rządu, i udał się pociągiem w kierunku stacji Tajga. W tym samym czasie z Omska w tym samym kierunku odjechali generałowie Wojciechowski i Kappel ze sztabami, dowodzący tymi oddziałami białych 2 i 3 Armii, które jeszcze nie uległy rozproszeniu. Odwrót 2 i 3 Armii osłaniała 5 dywizja strzelców polskich. Pociąg Kołczaka posuwał się na wschód bardzo wolno, by nie tracić kontaktu z żołnierzami i dotarł do Tajgi dopiero 8 grudnia. Razem z białymi Omsk opuściły tysiące cywilnych mieszkańców, obawiających się nadejścia bolszewickich wojsk. Białe oddziały cofające się na wschód były całkowicie zdemoralizowane i przekonane o nieuniknionej klęsce. Chociaż rząd Kołczaka formalnie nadal funkcjonował, opuszczenie Omska oznaczało faktycznie koniec sprawowania przez niego władzy choćby na części obszarów Syberii. 

## Przebieg Marszu Lodowego
Marsz na wschód był dla białych skrajnie trudny. Wojska poruszały się wzdłuż linii kolejowej, wioząc na wschód tysiące uchodźców. Transsyberyjska linia kolejowa była kontrolowana przez Korpus Czechosłowacki, wojska białych nękały wrogie im oddziały partyzanckie.  Pościg za białymi prowadziła grupa wojsk 5 Armii Czerwonej pod dowództwem Gienricha Eiche. 6-7 grudnia podczas przemarszu przez Nowonikołajewsk grupa oficerów pod dowództwem Iwakina zbuntowała się przeciwko dowództwu gen. Wojciechowskiego i aresztowała go, najprawdopodobniej w porozumieniu z mienszewicko-eserowskim Centrum Politycznym, jakie ukonstytuowało się jesienią tego roku w Irkucku. Wojciechowski został uwolniony przez strzelców polskich. 
20 grudnia 1919 r. Armia Czerwona zajęła Tomsk; biała 1 Armia nie podjęła faktycznie obrony miasta. Tymczasem ocalałe oddziały 2 i 3 Armii opuściły je wcześniej i skierowały się na Krasnojarsk, docierając 31 grudnia do Aczyńska. Od 17 grudnia na linii transsyberyjskiej ustał ruch pociągów na wschód w związku z przypadkową eksplozją amunicji w jednym z pociągów na miejscowej stacji. 3 Armia, maszerując w odległości 40 km na południe od transsyberyjskiej linii kolejowej, poruszała się przez odsłonięte stepy, a następnie przez pozbawioną dróg tajgę. 2 Armia i resztki 1 Armii przemieszczała się na północ od linii kolejowej. 3 Armia nie miała przy tym szans na pomoc lokalnych mieszkańców, gdyż znajdujące się na jej szlaku miejscowości były bardzo niewielkie i skrajnie zubożałe. Zarówno idący na północ, jak i na południe od linii kolejowej byli dziesiątkowani przez tyfus i inne choroby, ginęli również w trakcie zamieci śnieżnych. Maszerujący nie mieli możliwości grzebania zwłok; tylko między Omskiem a Obem Armia Czerwona odnalazła 20 tys. zamarzniętych ciał.
W Krasnojarsku, na stacji kolejowej, znajdował się od 17 grudnia pociąg adm. Kołczaka, jednak nie miał on faktycznie kontroli nad miastem, które opanowali zwolennicy Centrum Politycznego. Na ich stronę przeszedł nawet gen. Bronisław Ziniewicz, dowodzący największym zgrupowaniem białych w Krasnojarsku. Uznając, że obrona miasta przed czerwonymi byłaby bezcelowa, podjął on negocjacje z komisarzami nadchodzących jednostek Armii Czerwonej, starając się o zawieszenie broni. W tym samym czasie jednak lokalni przywódcy bolszewiccy, zwolnieni przez Ziniewicza z więzienia, zorganizowali w mieście robotnicze powstanie, co pozwoliło Armii Czerwonej 8 stycznia bez walki zająć Krasnojarsk. O działaniach Ziniewicza Kappel dowiedział się 27 grudnia. Kołczak rozkazał mu wówczas dalszy marsz na wschód, rezygnację z wkraczania do miasta i ocalenie jak największej liczby ludzi. Był to ostatni rozkaz, jaki Kołczak zdołał przekazać Kappelowi, zanim Ziniewicz uniemożliwił mu komunikację telegraficzną z 2 i 3 Armią. 6 stycznia gen. Kappel wydał rozkaz ominięcia Krasnojarska. Jednak 25 tys. żołnierzy i oficerów zrezygnowało z dalszego marszu i na własną rękę schroniło się w Krasnojarsku, pozbywając się mundurów. 
Pozostali kontynuowali marsz w kierunku Bajkału, rozdzielając się na dwie grupy. Gen. Wojciechowski dowodził częścią oddziałów, która ominęła Krasnojarsk od południa i udała się bezpośrednio w kierunku Irkucka. Gen. Kappel, na czele batalionów iżewsko-wotkińskich i dywizji ufijskiej 2 Armii, wybrał drogę na północ od miasta, poruszając się wzdłuż Jeniseju, docierając do ujścia Kanu do Jeniseju i później zwracając się znowu na południe w kierunku Kańska. Miał w ten sposób nadzieję pozbyć się pościgu czerwonych, przyspieszyć tempo marszu dzięki poruszaniu się po lodzie i korzystać z pomocy nieco zamożniejszych chłopów. Jednak mimo temperatur sięgających -50 stopni marsz po lodzie okazał się skrajnie trudny. Sam Kappel podczas marszu wpadł w nurt Kanu, co stało się przyczyną odmrożeń i choroby, jaka ostatecznie doprowadziła do jego śmierci. Grupa Kappela zdołała oderwać się od ścigających ją oddziałów czerwonych, jednak już oddziały strzelców polskich i serbskich zostały 8 stycznia wzięte do niewoli na stacji w Klukwiennej. 15 stycznia oddziały Kappela dotarły do Kańska, który był już opanowany przez miejscowych robotników, popierających bolszewików. Biali byli zbyt słabi, by odebrać im miasto, ale zdołali przejąć miejscowy magazyn broni i amunicji i z nimi maszerować dalej na wschód. 20 stycznia grupa Kappela połączyła się w Niżnieudinsku z grupą Wojciechowskiego. W tym momencie w Marszu Lodowym brało udział 30 tys. białych żołnierzy i oficerów.
23 stycznia na stacji kolejowej w Niżnieudinsku dowódcy białych zdecydowali o podjęciu próby uwolnienia adm. Kołczaka, wziętego do niewoli przez Korpus Czechosłowacki i wydanego Centrum Politycznemu. Dwa dni później Kappel przekazał dowództwo nad całością wojsk Wojciechowskiemu, zaś 26 stycznia zmarł. 1 lutego 1920 r. ze stacji Innokientjewskiej Wojciechowski zażądał od bolszewików, którzy 25 stycznia przejęli z rąk Centrum Politycznego władzę w Irkucku, by umożliwili białym swobodne oddalenie się na Daleki Wschód, uwolnili Kołczaka i uwięzione razem z nim osoby, by Armia Czerwona nie prowadziła pościgu za białymi przez tydzień od odejścia jego oddziałów i by zapewniono mu żywność dla 50 tys. ludzi oraz 20 tys. koni. Bolszewicy nie odpowiedzieli na tak sformułowane żądania i przygotowali miasto do obrony. Jednak w bitwie o przedmieście Głaskowo 4-5 lutego 1920 r. biali pokonali słabe siły lokalnych czerwonych. 7 lutego, obawiając się, że Irkuck zostanie odbity przez oddziały Wojciechowskiego oraz idące ze wschodu siły atamana Siemionowa, bolszewicy rozstrzelali Kołczaka. Na wieść o jego śmierci Wojciechowski zrezygnował z kontynuowania bitwy o miasto, odrzucając sugestie gen. Konstantina Sacharowa, by pomścić Kołczaka. Biali ponownie podzielili się na dwie kolumny, omijając Irkuck od południa i północy. Pod koniec lutego ostatnia grupa 12 tys. ocalałych białych żołnierzy dotarła do Czyty, gdzie w tym czasie rządziły jeszcze siły antybolszewickie Grigorija Siemionowa.

## Literatura, wspomnienia, linki
- Варженский В. Великий Сибирский Ледяной поход (ros.)
- Клерже Г. И. Ледяной поход (ros.)
- Филатьев Д. В. Катастрофа белого движения в Сибири (ros.)
- 3 Barnaulski Syberyjski Pułk Strzelecki podczas Wielkiego Zimowego Marszu Lodowego (ros.)
- Lista odznaczonych (ros.)